# Walter Dray
Walter Remy Dray (Peoria, Illinois, 21 de març de 1886 – Yorkville, Illinois, 22 d'abril de 1973) va ser un atleta estatunidenc especialista en el salt de perxa.
El 1904 va prendre part en els Jocs Olímpics de Saint Louis, on va disputar la prova del salt amb perxa del programa d'atletisme. Finalitzà en sisena posició, amb un millor salt desconegut.
Dray va estudiar a la Universitat Yale, on va ser el capità de l'equip d'atletisme. Durant la seva carrera esportiva va establir tres rècords del món en el salt de perxa.